# 阿波國分寺
阿波國分寺（あわこくぶんじ）是位在日本德島縣德島市的曹洞宗寺院。山號「藥王山」（やくおうさん）。本尊藥師如來、開基（創立者）為行基。四國八十八箇所靈場之第十五番札所。

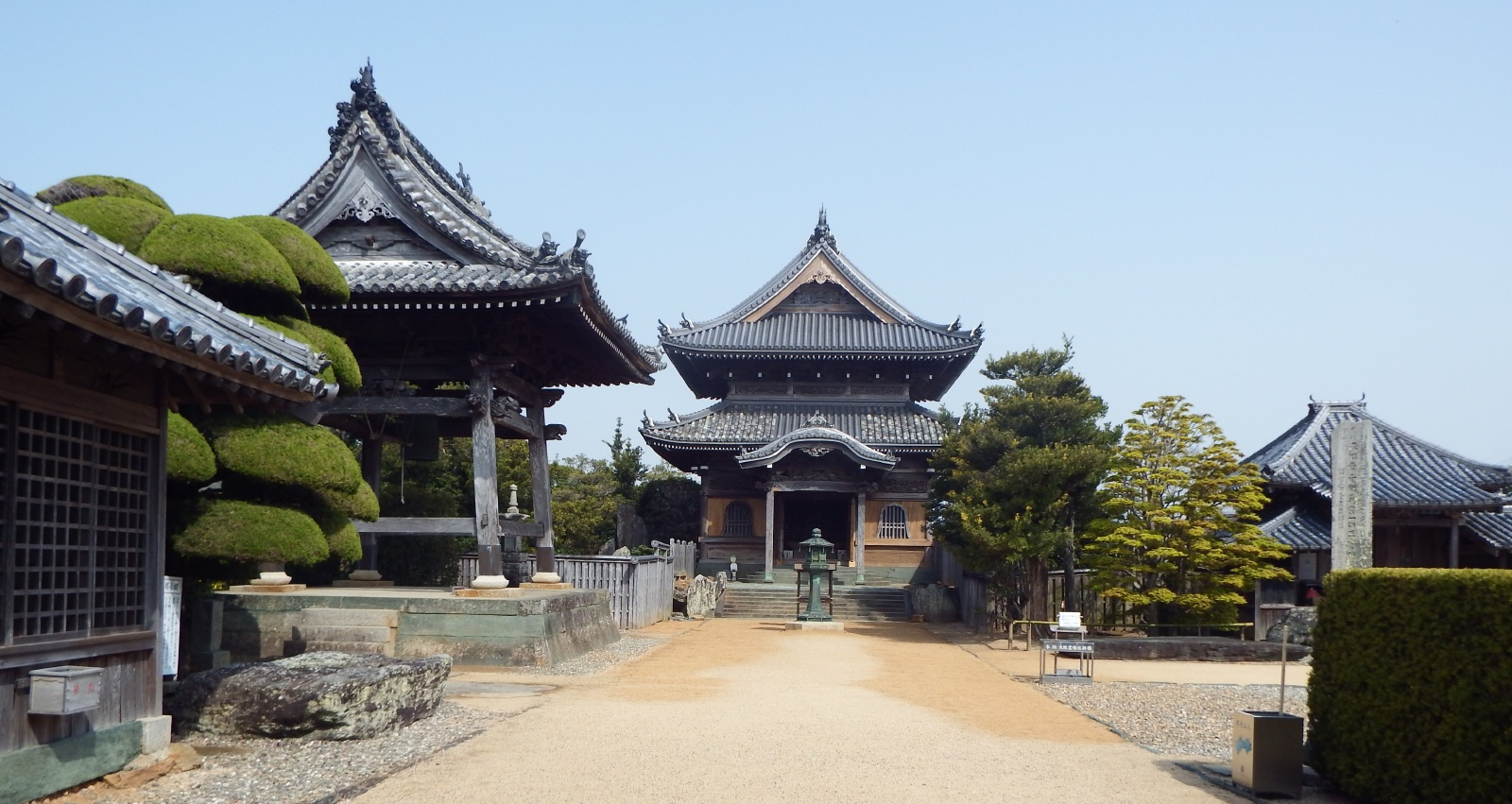
境內

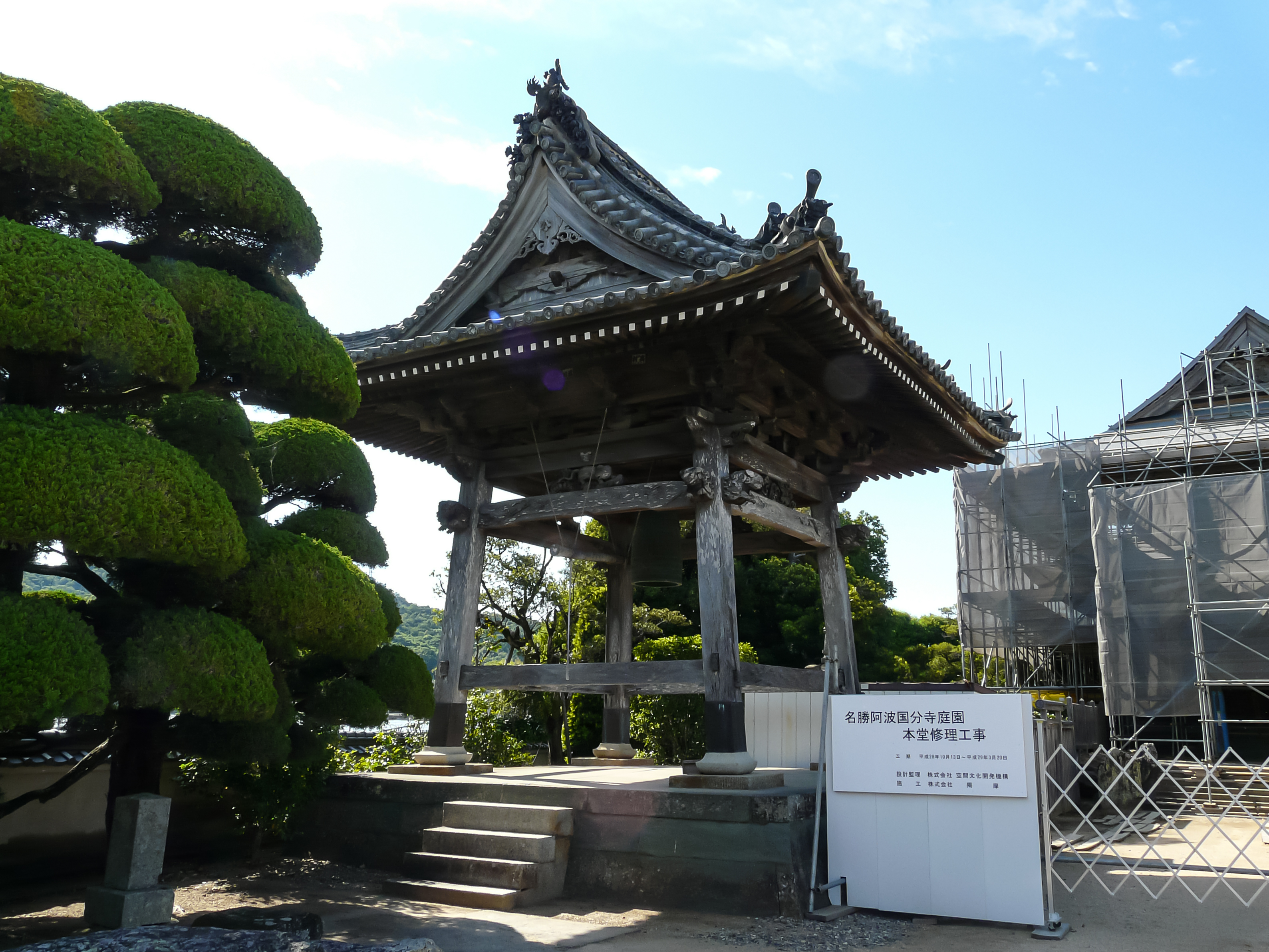
鐘樓

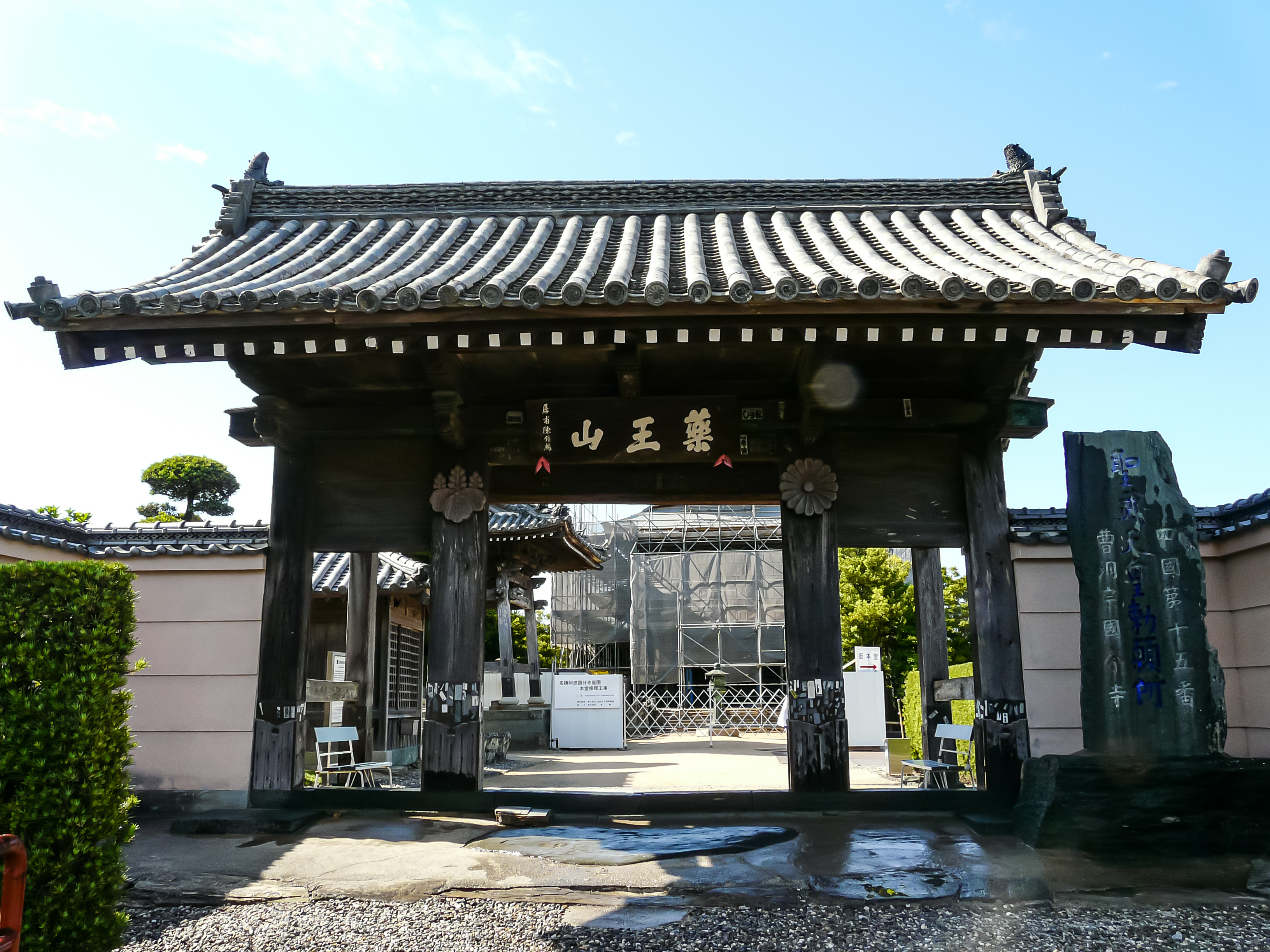
山門

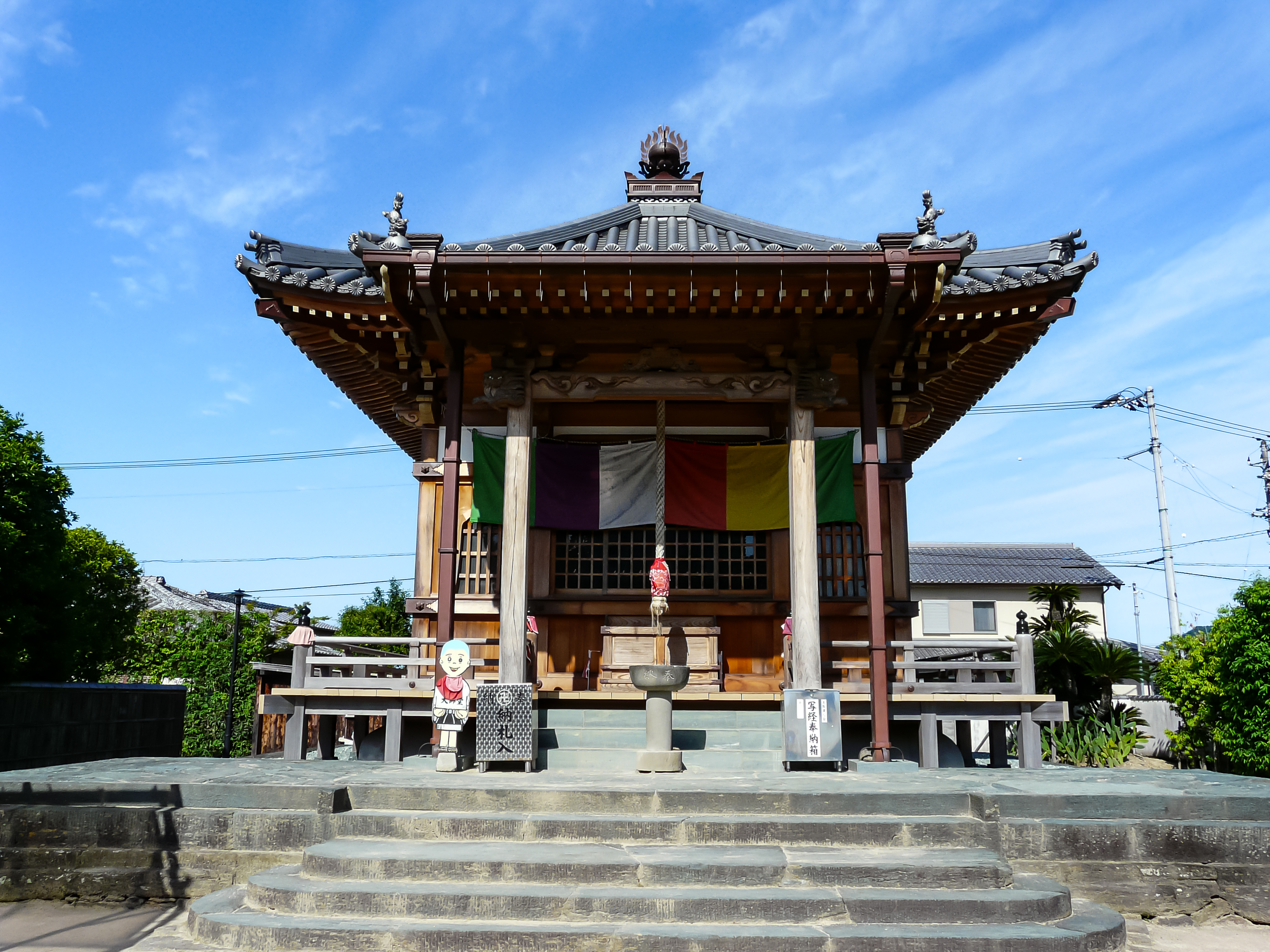
大師堂

## 歷史
天平13年（741年），聖武天皇發布「國分寺建立之詔」，在諸國建立的國分寺之一。

## 前後札所
四國八十八箇所
14 常樂寺 --(0.8km)-- 15 國分寺 --(1.8km)-- 16 觀音寺

## 關連項目
- 國分寺

## 外部連結
- 阿波國分寺 （页面存档备份，存于）